# Chômage
Vous pouvez aider à l'améliorer ou bien discuter des problèmes sur sa page de discussion.
- Il ne respecte pas la neutralité de point de vue. Considérez son contenu avec précaution. Il est possible de préciser les sections non neutres en utilisant {{section non neutre}} et de souligner les passages problématiques avec {{passage non neutre}}. (Marqué depuis décembre 2019)

Vous pouvez aider à l'améliorer ou bien discuter des problèmes sur sa page de discussion.
- Il ne cite pas suffisamment ses sources. Vous pouvez indiquer les passages à sourcer avec {{référence nécessaire}} ou {{Référence souhaitée}}, et inclure les références utiles en les liant aux notes de bas de page. (Marqué depuis mai 2024)
- Son texte doit être wikifié : il ne correspond pas à la mise en forme Wikipédia (style, typographie, liens internes, liens entre les wikis, etc.). (Marqué depuis mai 2024)
- Sa rédaction n'est pas équilibrée, et donne à certains aspects ou points de vue une importance disproportionnée. Considérez son contenu avec précaution. Pour lancer la procédure de résolution du problème, utilisez le paramètre neutralité. (Marqué depuis mai 2024)

- Archive Wikiwix
- Bing
- Cairn
- DuckDuckGo
- E. Universalis
- Gallica
- Google
- G. Books
- G. News
- G. Scholar
- Persée
- Qwant
- (zh) Baidu
- (ru) Yandex
- (wd) trouver des œuvres sur Wikidata

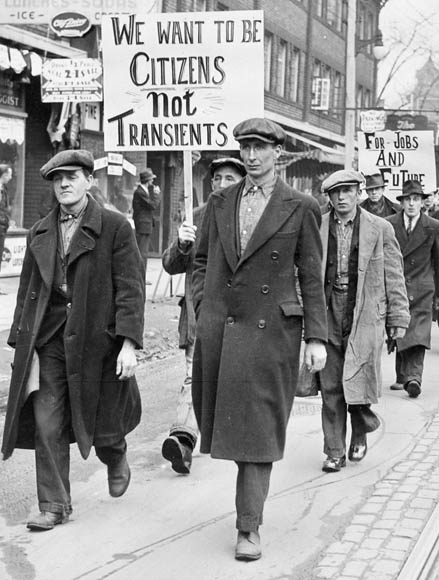
Marche pour l'emploi.

Le chômage est l'état d'une personne n’ayant pas d'emploi mais souhaitant travailler et recherchant un emploi. Un phénomène économique important, la définition du chômage comme l'explication de ses causes et de ses remèdes font l'objet de nombreux débats et controverses théoriques et statistiques.
Le chômage est souvent considéré comme résiduel et volontaire jusqu’au début du XXe siècle. Lors de la Grande Dépression des années 1930, le chômage devient par son ampleur un des problèmes sociaux et économiques les plus centraux des pays développés. La détermination du niveau de l’emploi devient également avec cette crise économique une des questions les plus fondamentales de la réflexion économique : des économistes comme Keynes affirment que l'équilibre de plein emploi n'est pas spontanément garanti mais que l'État a les moyens de rétablir le plein emploi.
Depuis la fin des Trente Glorieuses en 1973, les pays de l'Europe de l'Ouest ont pu voir réapparaître de façon plus régulière ou plus durable des niveaux de sous-emploi très élevés, associés à des phénomènes de nouvelle pauvreté, de précarité et d’exclusion. En tant que transformateur de la structure sociale de la société, bouleversant la vie des plus touchés, tout en suscitant l’inquiétude de nombreux actifs le chômage est revenu au premier plan du débat politique.
Ailleurs, dans les pays proches du plein emploi l'insuffisance quantitative ou qualitative de la main-d'œuvre constitue - par contraste et de manière symétrique - l'élément majeur du débat économique et politique.

## Histoire

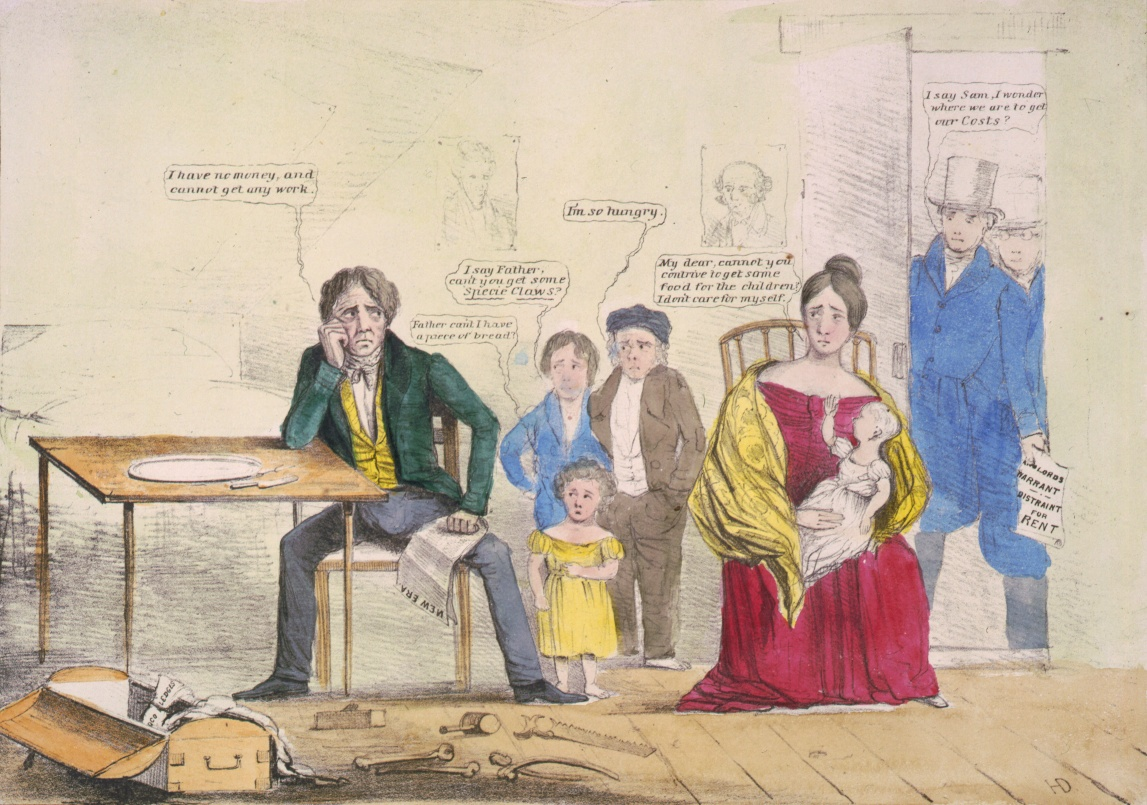
Caricature politique américaine de 1837.

Le chômage correspond donc initialement à une période récurrente d'entraves (ex sécheresse, tempête, chute de neige, inondation) à une activité de subsistance (ex agriculture) ou d'échange (ex transport fluvial) comme au bon fonctionnement de moyens techniques de transformation des matières liée à des conditions favorables et à la disponibilité de l'eau,,.
En reprenant les exemples évoqués : la sécheresse provoquant les basses eaux, les pluies ou la fonte des neiges entraînant inondations, voire dommages entravant l'utilisation des moulins et biefs / canaux / arrivées d'eau, allant jusqu'à générer la famine entravant à son tour l'utilisation de la force de traction des animaux domestiques, etc.).
Ce n'est qu'à partir du XIXe siècle avec l’avènement de l'industrialisation (utilisation poussée de la machine comme facteur de production) et les restructurations des moyens de subsistance puis de production, que le chômage prend une dimension sociologique, créant un nouveau contexte économique extrêmement distant de l'environnement jusque là quasiment naturel d'une civilisation donnée, et provoquant l'inactivité d'importants groupes d'êtres humains malgré leur capacité de travail.
Le défaut de considération de l'origine étymologique du terme en fausse l'analyse historique et a pour conséquence directe la confusion du chômage avec la pauvreté ayant pour effet fatal de classer le chômeur dans la catégorie la plus basse de l'échelle sociale, celle des « pauvres » indépendamment tant de son savoir-faire que de ses compétences. La preuve peut en être démontrée a contrario : dans un contexte d'autosuffisance, la notion de chômage au sens industriel ne peut pas exister.

### Antiquité
Dans l'Égypte et la Grèce antique, les gouvernants luttent contre la surpopulation que provoque l'essor de leur civilisation, en chargeant des profils compétents à la tête d'un groupe de volontaires « surnuméraires » créer des colonies, comme le firent les phocéens.
La Rome antique semble opposer l'otium (le loisir, par extension l'oisiveté mais qui peut également décrire une sorte de retraite) au negotium (le commerce, par extension l'exercice d'une profession). Le soudain afflux d'esclaves lié aux conquêtes, notamment au IIe siècle av. J.-C., provoque une surpopulation importante dans le berceau de l'Empire Romain, particulièrement à Rome. Par voie de conséquence, il est à l'origine de l'impossibilité de répartir les forces de travail dans les positions en nombre plus restreint, d'autant plus qu'elles ne disposaient pas nécessairement des compétences indispensables, que ce soit pour assurer l'équivalent de services à caractère public (ex aedilii, police, cursores, messagers, ou scribii, rédacteurs), qu'à caractère privé (ex aquarii, sitularii, porteurs d'eau ou aurifex, orfèvre). Les responsables romains durent répondre à cela, par le métayage de terres publiques (ager publicus), le perfectionnement de l'approvisionnement en nourriture (apparition des agrariæ excubiæ ou stationes patrouilles jusqu'aux exploitations excentrées et relais sur les chemins) et du commerce et enfin le développement des jeux, soit la fameuse politique panem et circenses (lat. que l'on peut interpréter aujourd'hui par paix sociale grâce à du pain et des Jeux).

### Moyen Âge.
Au Moyen Âge, les préceptes catholiques conduisent à la construction des hospices pour y accueillir initialement, les populations ayant rempli leurs obligations de service armé et celles victimes des nombreux conflits à cette époque. Ces populations sont souvent blessées ou malades. Outre le développement d'un précurseur des services publics de santé et d'hygiène, ces hospices permettent aux moines de remplir leur devoir de charité. Ces structures imitent celles beaucoup plus modestes et discrètes que les confréries, jurandes et maîtrises entretiennent dans leurs statuts depuis l'Antiquité. Par la suite des structures mixtes, les Conseils de fabrique, s'organiseront au niveau des paroisses en bureau de charité.
Le mouvement protestant ajoute de l'efficacité au précepte de charité : le riche n'atteindra pas le salut par la charité, puisqu'elle crée une dépendance du pauvre à son égard. Il atteindra le salut par la responsabilité qui lui incombe de partager son savoir et ses valeurs avec les autres. Le dénominateur commun des individus étant la contribution personnelle, c'est par le travail que se fera le salut, dans tous les sens du terme. C'est pourquoi, les plus riches ont le devoir moral de faire travailler les plus pauvres.

### Ancien Régime
Sous l'Ancien Régime, la progression de la pauvreté accroît la mendicité et le vagabondage, notamment dans les grandes villes. Au XVIe siècle, plus exactement en 1526, le philosophe et humaniste Jean Louis Vivès estime dans son traité De subventione pauperum que la charité encourage les pauvres à ne pas chercher de travail. Il est le premier à proposer l'intervention de l'État pour mettre au travail les inactifs. Le pouvoir royal décide de prendre en charge la gestion de la pauvreté et a l'idée de regrouper les indigents dans des ateliers de charité ou Maisons du travail. Le principe traversera les siècles, et on le retrouve sous le règne de Louis XIV, au XVIIIe siècle, notamment sous le règne de Louis XVI, à l'initiative de Turgot qui en 1787, fait passer les ateliers de charité sous la responsabilité des Assemblées provinciales.
Parallèlement au cours du XVIIe siècle, le pouvoir royal veut régler le problème du vagabondage en menant une politique d'enfermement systématique[réf. souhaitée] dans les hôpitaux généraux. Cette politique d'internement forcé des pauvres[réf. souhaitée] a affecté l'ensemble des États européens. En Angleterre, dès 1575, un acte d'Elisabeth Ire institue des établissements visant « la punition des vagabonds et le soulagement des pauvres »[réf. souhaitée]. Les « Houses of Correction » qui auraient dû être présentes dans chaque comté vont laisser la place[réf. souhaitée] aux workhouses qui dans la seconde moitié du XVIIIe siècle trouveront leur véritable expansion. Foucault note qu'en « quelques années, c'est tout un réseau qui a été jeté sur l'Europe ». Aux Provinces-Unies, en Italie, en Espagne, en Allemagne se créent également des lieux d'internement de même nature.

### Révolution
Le Décret d’Allarde et la Loi Le Chapelier en supprimant les corporations en 1791 favorisent l'embauche de paysans poussés dans les villes par l'exode rural.

### Industrialisation
La reconnaissance du chômage s'est produite lentement et s'est particulièrement développée au cours de la bureaucratisation et l'organisation scientifique du travail lors de la révolution industrielle. Mais c'est surtout le régime de Speenhamland (1795-1834) en Angleterre qui, en apportant une aide essentiellement alimentaire aux chômeurs et aux pauvres pour faire face à la hausse, parfois, insupportable du prix du blé à la suite, à la fois, des mauvaises récoltes et des corn laws (lois sur le blé) qui interdisaient l'importation du blé étranger, qui a permis de rendre le chômage plus supportable. Après la révolution de février 1848, les ateliers nationaux sont une organisation destinée à fournir du travail aux chômeurs parisiens.
À la fin du XIXe (et aussi, depuis 1834 lors de la fin du régime de Speenhamland ou des corn laws), les aides en nature données aux chômeurs sont supprimées au profit des aides financières qui se développent avec l'assurance chômage (vers 1911, en Angleterre). Cette dernière est généralisée à l'ensemble des chômeurs dans les pays de l'OCDE depuis la publication du rapport de Lord William Beveridge en 1942, Du travail pour tous dans une société libre. En effet, Beveridge considère le chômage comme l'un des quatre Risques sociaux qui forment son État providence, et que l'individu seul ne peut pas supporter, à côté de la famille, la vieillesse et les maladies. Elles reprennent sous la forme moderne des restos du cœur de la banque alimentaire, des épiceries sociales, des soupes populaires données à des pauvres et chômeurs qui ne sont pas forcément déclarés (à ces mesures on peut ajouter le salaire minimum d'insertion, RMI, avec ses différentes variantes, mis en place en France en 1988). À côté de ce dernier mécanisme, le gouvernement français a créé le Minimum social dont la cible est constituée par les personnes à familles nombreuses, âgées ou souffrantes d'handicaps les empêchant de travailler. Toutes ces mesures sont mises en place dans le cadre d'un chômage de masse qui a fait disparaitre l'idée largement partagée en France lors la prospérité des trente glorieuses selon laquelle le pauvre n'est rien d'autre qu'une personne qui cultive la paresse.

## Effets

### Chute de la consommation
En 2023, la Banque centrale européenne montre que la perte d'un emploi provoque une chute de la consommation de la personne au chômage lorsque la perte d'emploi n'a pas été anticipée. L'explication keynésienne de la Grande Dépression repose sur le cercle vicieux entre une hausse du chômage, la chute de la consommation, la baisse de la production et donc les licenciements.

### Suicides
La mise au chômage augmente la probabilité d'un suicide.

## Difficultés d'une définition du chômage
« Sont au chômage toutes les personnes au-dessus d'un âge déterminé, qui n'exercent pas d'emploi rémunéré ou ne sont pas travailleurs indépendants, sont disponibles pour travailler, et s'efforcent de trouver un emploi rémunéré ou de devenir travailleurs indépendants ».

### Chômage: mise en perspective historique
Des historiens de l’économie soulignent que la notion de chômage est une invention de la fin du XIXe siècle qui va de pair avec l'exode rural et la constitution de la classe prolétaire urbaine.
À cette époque « la frontière travail/non-travail devient une coupure nette entre deux mondes et est vécue comme telle, d’autant qu’elle est séparation de lieu, entre lieu de travail et lieu d’habitat ».
La notion de chômage est intrinsèquement liée à l’idée de salariat, c’est-à-dire d’un contrat entre un travailleur et un employeur. Le chômeur est l’individu qui souhaite vendre sa force de travail mais ne trouve pas preneur aux conditions qu’il exige.
Or si le travail salarié s’est désormais imposé dans les sociétés occidentales contemporaines, il reste une réalité historique, fruit d’une évolution du système économique :
- Jusqu’à la fin du XIXe siècle, l’activité économique des individus s'est trouvée partagée entre le travail rural, à domicile et indépendant, et le travail salarié en usine. Nombre de personnes cumulent les deux types d’activité et les paysans qui s’adonnent par ailleurs à une production agricole dans une optique d’autoconsommation restent longtemps nombreux. S'il existe déjà des formes manifestes de sous-emploi (saisonnier dans le cas du secteur agricole ou conjoncturel à l’occasion des ralentissements d’activité) il est toutefois difficile de parler de chômage dans un contexte économique où le rapport salarial reste une exception.
- Aujourd'hui, les économies en voie de développement connaissent un régime économique et social pas très différent du contexte évoqué ci-dessus : les analyses doivent donc être menées avec prudence, en fonction d'un contexte qui ne peut être évacué.

### Définition statistique: normes Internationales et normes nationales
La statistique du chômage est marquée par la cohabitation d’une définition internationale proposée par le Bureau international du travail (BIT) et celles propres aux États et organismes statistiques nationaux.

#### Norme du BIT
Selon le BIT, est chômeur toute personne en âge de travailler (de 15 ans ou plus sans dépasser l'âge de la retraite) qui remplit les critères suivants :
- « être sans travail », c’est-à-dire ne pas avoir d’activité, même minimale, pendant la semaine de référence ;
- « être disponible pour travailler », c’est-à-dire être en mesure d’accepter toute opportunité d’emploi qui se présente dans les quinze jours, sans qu’une tierce obligation soit une entrave au retour à l’activité ;
- « rechercher activement un emploi, ou en avoir trouvé un qui commence ultérieurement ».

| taux de chômage = | chômeurs au sens du BIT |
| taux de chômage = | population active       |

#### Normes régionales ou nationales
- Pour être chômeur selon le système statistique européen Eurostat, il faut avoir été sans travail durant la semaine de référence (soit moins d’une heure hebdomadaire d’activité) et avoir fait des démarches spécifiques en vue de retrouver un emploi, sans forcément s’être déclaré comme chômeur auprès de l’administration.
- Aux États-Unis, le Bureau of Labor Statistics compte comme chômeurs les personnes n’ayant pas d’emploi, en ayant cherché un activement durant les 4 semaines passées, et disponibles pour travailler[21].

### Taux d'emploi ou taux de chômage?
Au quatrième trimestre 2004 selon l'OCDE le taux de chômage normalisé pour le groupe des hommes de 25 à 54 ans était de 4,6 % aux États-Unis et de 7,4 % en France.
À la même période et pour le même groupe, le taux d'emploi était de 86,3 % aux États-Unis et de 86,7 % en France d'après le même document.
On constate donc un taux de chômage 60 % plus élevé en France qu'aux États-Unis, alors qu'un nombre plus important d'individus travaillent dans le premier groupe — ce qui est contre-intuitif si on s'attend à ce que le niveau de chômage reflète la situation du marché du travail.
Il faut donc bien se garder d'interpréter sans précaution les chiffres du chômage. En effet, la définition du chômage repose sur la distinction fragile entre non-emploi d'un actif potentiel d'une part et l'inactivité d'autre part. Malgré les efforts de définition et de normalisation, cette mesure reste extrêmement subjective et donc facilement influençable par différentes politiques n'améliorant sans doute pas véritablement la situation du marché du travail.
L'OCDE recommande l'utilisation du taux d'emploi plutôt que du taux de chômage pour juger de l'efficacité du marché du travail et des politiques de l'emploi.

### Outil statistique et limites
Le recours à l'outil statistique et aux méthodes quantitatives ne suffit pas à garantir la production d'un tableau de l'existant incontestable.
- Selon les pays, l’économie informelle (dite « noire » ou « grise ») génère des actifs non déclarés qui peuvent être par ailleurs comptabilisés comme chômeurs (pour permettre le cumul allocations-salaires).
- Il est également délicat de comparer les chiffres de périodes différentes, car la définition elle-même a évolué considérablement dans le temps.
- L'utilisation des données en valeur absolue peut très largement prêter à caution car la population des actifs occupés est en augmentation dans la plupart des pays. Ainsi, la France[24], recense 19,9 millions d'actifs occupés en 1960, 23,4 millions en 1980, et 26,7 millions en 2000. Soit une augmentation du volume de la population active deux fois plus importante que celle du nombre de chômeurs (négligeable en 1960, 1,8 million en 1980, 3 millions en 2000).
- Enfin, la définition du numérateur et du dénominateur utilisés pour calculer le taux de chômage sont rarement identique :
  - D'une part le taux de chômage est rapporté à la population active totale, tandis que dans certains pays comme la France, seuls les actifs du privé sont exposés au risque de chômage.
  - D'autre part le nombre de chômeurs recensés ne donne qu'une image partielle de la précarité vis-à-vis de l'emploi, car il n'inclut pas les emplois précaires, le temps partiel subi et les préretraites. Or ceux-ci peuvent être considérés comme étant du chômage déguisé et non-comptabilisé. En comptabilisant ces éléments, le site « éclairages économiques » obtient pour la France un « taux de chômage effectif » de 27,6 % de la population active du secteur privé[25].

### Halo du chômage

Le « halo du chômage », d’après J. Freyssinet. Quelques exemples de situations intermédiaires.

D’après les définitions statistiques, chaque individu peut rentrer dans l’une des trois catégories suivantes :
- Chômeur s’il remplit les critères de la définition,
- actif occupé s’il travaille effectivement,
- inactif s’il ne travaille pas et ne remplit pas les critères de définition du chômage (exemple : les retraités, les enfants, les étudiants…).

La crise économique entamée dans les pays occidentaux à partir des années 1970 a contribué à créer de nouvelles situations rendant cette catégorisation parfois incertaine.
On remarque d’abord qu’un certain nombre de personnes se trouvent entre une situation d’inactivité et de chômage (cf. zone 3). Parmi elles, beaucoup désirent travailler mais ne sont pas comptabilisées parce qu’elles ont trop peu de chance de retrouver un emploi (et sont donc dispensées de recherche d’emploi) ou parce qu’elles ont renoncé, par découragement, à rechercher un emploi. Dans ce dernier cas, il peut s’agir de chômeurs de longue durée subissant des cas d’extrême exclusion sociale, de mères au foyer désirant travailler mais n’entamant pas de démarche, ou encore d’étudiants choisissant de poursuivre leurs études à défaut d’avoir pu se faire embaucher.
La zone floue entre l’emploi et le chômage (cf. zone 2) s’accroît avec la multiplication des formes atypiques d’emplois : les travailleurs subissant un temps partiel non voulu, les personnes recherchant un emploi mais ayant un peu travaillé dans la semaine ou le mois de référence, ainsi que les personnes possédant un emploi précaire.
De même, on trouve des situations intermédiaires entre l’emploi et l’inactivité (cf. zone 1), situation occupée par les individus faisant le choix de travailler moins. Enfin, les travailleurs clandestins et les employés « au noir » ne sont pris en compte dans aucun des trois groupes (cf. zone 4).
| Année | Chômeurs au sens du BIT (Cat. A) | Chômage « déguisé » (Cat. B & C) | Chômage « déguisé » (Cat. B & C) | Absence de recherche d’emploi (Cat. D & E) | Absence de recherche d’emploi (Cat. D & E) | Sous-emploi au sens du BIT | Temps réduit subi (saisonniers…) | Précarité subie (intérim, CDD… subis) | Total du sous-emploi |
|       |                                  | demandeurs d’emploi en formation | cessation anticipées d’activité  | chômeurs « découragés »                    | incapable de chercher un emploi            |                            |                                  |                                       |                      |
| 1996  | 353                              | 467                              | 242                              | 321                                        |                                            |                            |                                  |                                       |                      |
| 1996  | 3082                             | 820                              | 820                              | 563                                        | 563                                        | 4465                       | 1572                             | 663                                   | 6700                 |
| 2012  | 3132                             | 1490                             | 1490                             | 285                                        | 444                                        | 5351                       | 2680                             | 2680                                  | 8031                 |

### Estimation et décalage temporel
L'estimation du taux de chômage peut se faire par sondages ou par les classifications réalisées par les agences de l'emploi. Cette dernière méthode a toutefois pour défaut d'empêcher une estimation en temps réel (nowcasting) du niveau de chômage. Plusieurs méthodes d'estimation en temps réel ont été proposées dans les années 2020, dont notamment par la Banque centrale européenne, pour permettre une estimation en temps réel du taux de chômage.

## Tableau du chômage

### Approche historique
Le chômage, défini comme une inactivité subie, existe déjà dans les sociétés traditionnelles, mais son inexistence statistique – en France, la première statistique date du recensement de 1896 - le rend difficilement quantifiable avant le XXe siècle. On peut toutefois avancer le chiffre probable de 6 % à 8 % de chômeurs dans la première moitié du XIXe siècle, ce qui permet à Karl Marx de décrire une « armée industrielle de réserve » dans Le Capital (1867).
Après avoir décru à la Belle Époque, le chômage réapparaît après la première guerre mondiale à la suite des crises de reconversion et malgré la forte croissance des années 1920. Il atteint des taux aux alentours de 10 % au Royaume-Uni et en Allemagne. Une hausse spectaculaire suit la crise économique de 1929, sauf en URSS : le chômage atteignant des pics de 25 % aux États-Unis et de 33 % en Allemagne. Seule l’Allemagne réussit à résoudre réellement le problème dans un contexte politique particulier, le nazisme qui s’installe grâce au désastre économique et au nationalisme allemand.
Les Trente Glorieuses qui suivent la Seconde Guerre mondiale sont marquées par un chômage très faible avoisinant les 2 % en Europe occidentale, les 4 à 5 % en Amérique du Nord et les 1 % au Japon.
Le chômage commence à croître dès la fin des années 1960, et connaît une hausse particulièrement significative à la suite du choc pétrolier de 1973. Dix ans plus tard, il touche 8,3 % de la population des pays de l’OCDE. La révolution conservatrice au Royaume-Uni et aux États-Unis avec les élections de Margaret Thatcher et de Ronald Reagan conduisent à une baisse du chômage dans ces pays, une baisse importante du chômage est aussi constatée en Allemagne fédérale jusqu’à la réunification.
En 1994, le chômage toucherait 7,8 % de la population active dans les pays de l’OCDE. Depuis, il a connu une baisse importante aux États-Unis, au Royaume-Uni et dans d’autres pays d’Europe comme l’Irlande ou l’Espagne. Il reste endémique en France, mais a baissé fortement en Allemagne depuis 2005 où le chômage avait crû fortement jusqu'à 2005 après le rattachement des Länder de l’Est en 1990.
La crise financière de 2008 entraînait une forte augmentation de plus de 10 millions depuis 2007 aux États-Unis, en Europe et au Japon. L'Union européenne comptera 26,5 millions de personnes privées d'emploi en 2010, soit 11,5 % de la population active, contre environ 10 % aux États-Unis. Les suppressions d'emploi étaient particulièrement soutenues en Europe, notamment en Espagne (taux de chômage de 18 % et plus), au Royaume-Uni et en France. Le nombre des sans-emploi a crû de 250 000 en France au cours du premier trimestre 2009, ce qui mène à un taux de chômage de 11 % en 2010 et 12 % en 2011 (plus de 3 millions de chômeurs).
En juillet 2014, Eurostat estime que 24,85 millions d’hommes et de femmes étaient au chômage dans l’Union européenne, dont 18,41 millions dans la zone euro. Parmi les États membres, les taux de chômage les plus faibles ont été enregistrés en Allemagne et en Autriche (4,9 % chacun), et les plus élevés en Grèce (27,2 % en mai 2014) et en Espagne (24,5 %). La France se trouve environ en moyenne de l’Union européenne avec 10,3 %.
En juillet 2014, le taux de chômage des jeunes (moins de 25 ans) s’est établi à 21,7 % dans l’Union européenne et à 23,2 % dans la zone euro, contre respectivement 23,6 % et 24,0 % en juillet 2013. Il s’agit du taux le plus bas enregistré pour l’Union européenne depuis septembre 2011 et pour la zone euro depuis juin 2012. Les taux les plus bas en juillet 2014 ont été observés en Allemagne (7,8 %), en Autriche (9,3 %) ainsi qu’aux Pays-Bas (10,4 %), et les plus élevés en Espagne (53,8 %), en Grèce (53,1 % en mai 2014), en Italie (42,9 %) et en Croatie (41,5 % au deuxième trimestre 2014). La France se trouve en moyenne avec environ 22,5 %.

### Approche comparative

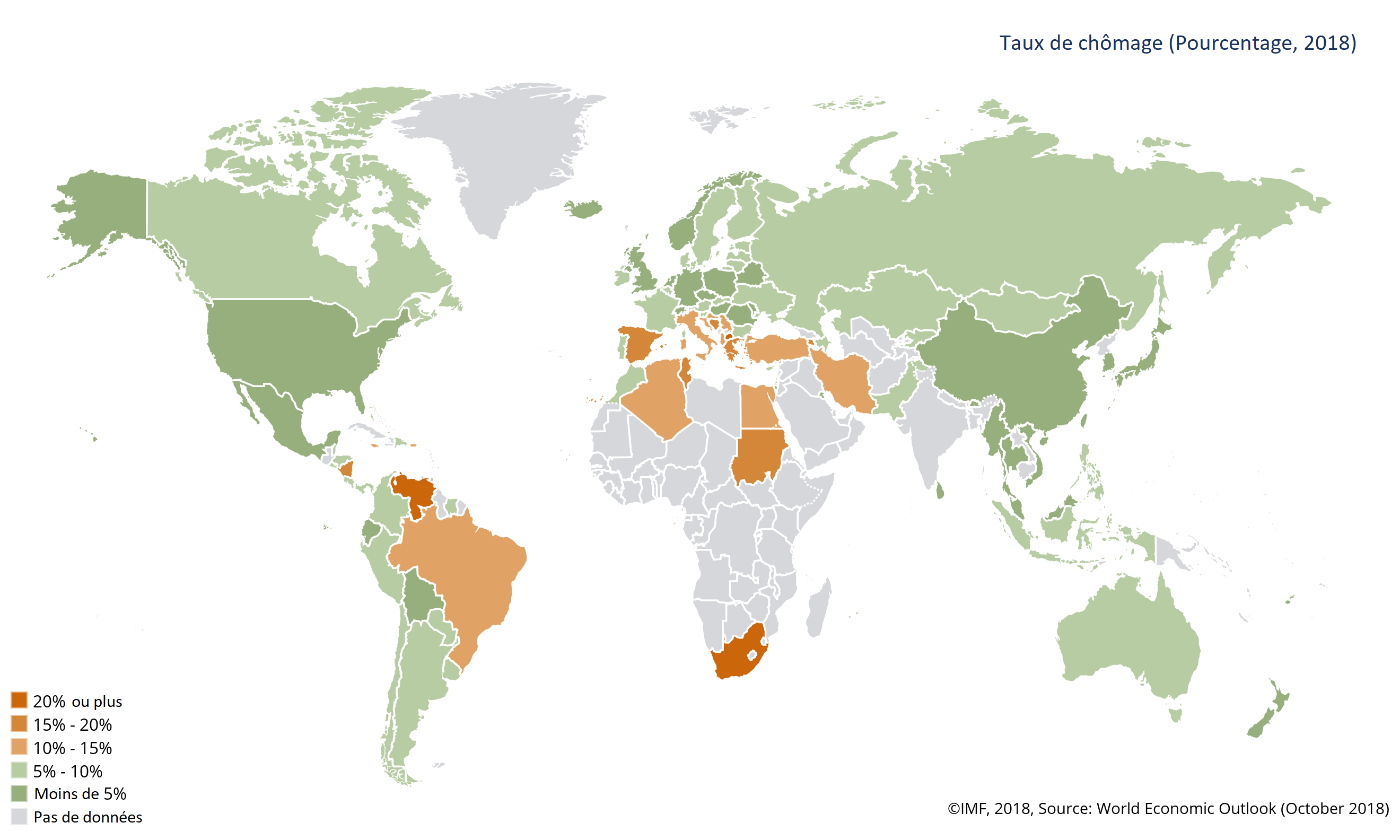
Taux de chômage par pays (Octobre 2025)

Aux États-Unis, le marché du travail est caractérisé par une logique de flexibilité (de baisse des rigidités). Les salariés sont payés selon leur efficacité supposée, et les emplois précaires (à salaires bas et à faible sécurité) se multiplient autant dans le secteur industriel ou secondaire que dans le tertiaire, permettant aux travailleurs non qualifiés de rester compétitifs. Les emplois précaires sont plus facilement acceptés car la hiérarchie sociale et l’honorabilité sont moins problématiques. Le pays est donc marqué par un chômage frictionnel, ou de recherche, important mais relativement stable. La part du chômage de longue durée, c’est-à-dire supérieur à un an, est de 6,1 % en 2001.
Des pays scandinaves comme la Suède sont marqués par des aides très importantes aux travailleurs les moins employables. En revanche, les chômeurs sont tenus d’accepter les emplois qui leur sont proposés. Dans le cas du Danemark, l’entreprise qui licencie ne verse pas d’indemnités. ; l’assurance chômage n’est pas obligatoire ; elle est gérée par plusieurs caisses privées. En cas de perte d’emploi, les bénéficiaires perçoivent 90 % de leur salaire pendant deux ans, plafonné à 2.325 euros. L’indemnité n’est pas dégressive. Elle est versée à 100 % si la personne a travaillé au moins 52 semaines au cours des trois dernières années. Cette politique, à la fois flexible pour l'employeur et présente plus de sécurité pour le chômeur, provoque des dépenses importantes pour l’État. Les chercheurs d’emploi sont aussi aidés par les municipalités. Ils doivent accepter les formations proposées ou bien des stages en entreprises.
Dans la plupart des pays européens, le haut niveau de protection sociale vient répondre à l’importante identification des individus à leur emploi et à leur poste dans la hiérarchie professionnelle. Le taux de chômage est très élevé, et la part du chômage de longue durée importante : 43,7 % dans l’Europe des 15 et 37,7 % en France, toujours en 2001. C’est cette logique sociale qui explique la différence d’attitude entre les pays industrialisés.
Dans nombre de pays en développement, le chômage est une notion peu pertinente. Statistiquement, il peut atteindre des taux officiels dépassant souvent les 30 %, mais la mesure du chômage néglige les activités économiques indépendantes et familiales destinées à l’autoconsommation et représentant la source essentielle de richesse pour des populations à l’écart de l’économie marchande. Inversement, le taux de chômage concerne beaucoup de personnes déclarées mais qui possèdent des emplois dans le secteur informel (activités, bien que productives, ne figurent pas dans PIB national). Dans les pays les plus pauvres, ce travail indépendant représente 37 % de l’activité en zone urbaine, et bien davantage en zone rurale.
L’expérience du dernier quart de siècle a montré que certains pays jadis pauvres pouvaient résoudre le problème du chômage. Les dragons asiatiques (Corée du Sud, Taïwan, Singapour, Hong Kong) notamment, mais aussi l’Irlande par exemple, ont réussi à éliminer le problème de l’emploi et connaissent des taux de chômage faibles. Dans la plupart des cas le chômage a été réduit par une stratégie d’intégration des pays au commerce international et leur spécialisation dans des activités nécessitant beaucoup de main-d’œuvre, tandis que les stratégies de substitution d’importation n’auraient que peu d’effet.
Dans de nombreux pays, notamment en Afrique, l’instabilité politique et économique constitue un découragement à l’investissement des entreprises et explique une large part du chômage. L’accroissement constant de la population active du fait de la forte natalité aggrave le problème. Dans le cas de ce continent, la centralisation dirigiste des décisions relatives à la production agricole dans les capitales où règne la corruption constitue un obstacle essentiel à l’essor de l’emploi agricole rural. C’est pourtant l’agriculture qui pourrait fournir l’essentiel du travail manquant.

### Approche socio-économique
Certaines populations sont plus susceptibles de subir le chômage, soit parce qu’elles n’ont pas de « bonne » qualification, soit parce qu’elles ont une faible volonté de travailler, ou encore parce qu’elles subissent un phénomène de discrimination. Ces causes de chômage peuvent se combiner.
La volonté de travail se manifeste par la capacité de l’individu à accepter des postes peu désirés à de faibles salaires et à se résoudre à compenser les obstacles économiques à son emploi en acceptant certaines contraintes comme la mobilité.

#### Inadéquation des formations
Le chômage concerne essentiellement les personnes non qualifiées, ou dont les qualifications ne correspondent pas à des besoins contemporains au sein de l'économie. Le taux de chômage est ainsi bien plus élevé parmi les non diplômés (voir tableau)[source secondaire nécessaire], et, pour les diplômés de l'enseignement supérieur, il varie fortement en fonction du domaine de formation, et de la réputation de l’université ou de l’école de formation.

#### Chômage et discriminations
Si les qualifications constituent l’une des variables les plus discriminantes (voir tableau), le sexe, l’origine ethnique, l’âge, mais aussi le milieu social d’origine, la zone géographique d’habitation, jouent un rôle dans la compétitivité d’un individu sur le marché du travail, et en particulier par la représentation que l’employeur se fait de ces diverses données[source secondaire nécessaire].
| Année | Sans diplôme, Brevet ou CEP | CAP, BEP et équivalents | Baccalauréat et équivalents | Diplôme supérieur (Bac +2) | Diplôme supérieur (Bac +5) |
| ----- | --------------------------- | ----------------------- | --------------------------- | -------------------------- | -------------------------- |
| 2011  | 17,9 %                      | 11,1 %                  | 10,7 %                      | 7,1 %                      | 6,3 %                      |
| 1990  | 11 %                        | 9,3 %                   | 9,2 %                       | 6,6 %                      | 7,0 %                      |

| Année | Hommes | Femmes |
| ----- | ------ | ------ |
| 1982  | 5,8 %  | 10,5 % |
| 1995  | 9,8 %  | 13,9 % |
| 2000  | 8,5 %  | 11,9 % |
| 2005  | 8,0 %  | 9,8 %  |

| Population blanche | noire et afro américaine | asiatique | hispanique |
| ------------------ | ------------------------ | --------- | ---------- |
| 4,2 %              | 10,5 %                   | 2,7 %     | 5,6 %      |

| Année | De 15 à 25 ans | De 25 à 49 ans | 50 ans et plus |
| ----- | -------------- | -------------- | -------------- |
| 1995  | 25,9 %         | 10,7 %         | 7,9 %          |
| 2002  | 21,6 %         | 8,3 %          | 6,2 %          |
| 2005  | 22,8 %         | 9,1 %          | 7,6 %          |

| Pays        | Nombre de chômeurs (en milliers) | Taux de chômage (en %) | Hommes (en %) | Femmes (en %) |
| ----------- | -------------------------------- | ---------------------- | ------------- | ------------- |
| Allemagne   | 3 431,8                          | 8,4 %                  | 7,7 %         | 9,2 %         |
| Danemark    | 111,3                            | 3,8 %                  | 3,2 %         | 4,5 %         |
| Espagne     | 1 849,1                          | 8,6 %                  | 6,4 %         | 11,6 %        |
| Irlande     | 93,4                             | 4,4 %                  | 4,5 %         | 4,2 %         |
| Italie      | non disponible                   | 7,7 %                  | 6,2 %         | 10,1 %        |
| Pays-Bas    | 335,8                            | 3,9 %                  | 3,5 %         | 4,4 %         |
| Pologne     | 2 374,6                          | 14,0 %                 | 13,1 %        | 15,1 %        |
| Royaume-Uni | non disponible                   | 4,8 %                  | 5,1 %         | 4,3 %         |

| Année | Sortis depuis moins de 5ans | Sortis depuis 5 à 10 ans | Sortis depuis plus de 10 ans |
| ----- | --------------------------- | ------------------------ | ---------------------------- |
| 1990  | 18,0 %                      | 12,1 %                   | 7,3 %                        |
| 1995  | 24,0 %                      | 15,3 %                   | 9,3 %                        |
| 2000  | 18,9 %                      | 11,6 %                   | 8,5 %                        |
| 2005  | 18,8 %                      | 12,0 %                   | 7,8 %                        |

Le chômage est un facteur de stigmatisation et il exacerbe clairement certains risques de santé,,,, et est source d'inégalités face à la santé psychologique et mentale, (y compris chez les jeunes) et en termes d'accès aux soins et à l'information médicale,, une mauvaise santé étant aussi source de risque supplémentaire d'exclusion professionnelle (« Un mauvais état de santé accroît fortement le risque de devenir chômeur ou inactif »). En ville, les chômeurs sont plus souvent plus nombreux à habiter dans les quartiers pollués, mais de manière très variable selon les villes, et le chômage semble aussi être un facteur de surmortalité. En France, le chômage serait à l'origine d'environ 14 000 morts par an selon une étude de l'Institut national de la santé et de la recherche médicale.

#### Chômage et population d'origine immigrée
Selon l'Insee et la DARES, la population active immigrée en France représente 2 892 150 personnes, la population active (plus de 18 ans) ayant un ou deux parents immigrés représente 3 174 430 personnes. La population immigrée est confrontée à un taux de chômage de l'ordre de 17,14 %, qui selon les sources est égal ou plus important pour les enfants d'immigrés,[à vérifier].
En 2019, d'après une étude de l'Observatoire des inégalités, quelque 5,4 millions d’emplois en France sont interdits aux immigrés non-européens, soit plus d’un emploi sur cinq.
| Origine                    | Immigrés           | Enfants d'immigrés (1 ou 2 parents) |
| UE                         | 1 272 450 milliers | 2 690 000 milliers                  |
| -------------------------- | ------------------ | ----------------------------------- |
| Espagne                    | 136 210 milliers   | 580 000 milliers                    |
| Italie                     | 148 990 milliers   | 880 000 milliers                    |
| Portugal                   | 517 090 milliers   | 450 000 milliers                    |
| Autre UE 27                | 470 160 milliers   | 780 000 milliers                    |
| Hors UE                    | 3 006 890 milliers | 1 800 000 milliers                  |
| Autre Europe               | 161 280 milliers   | 160 000 milliers                    |
| Algérie                    | 556 140 milliers   | 640 000 milliers                    |
| Maroc                      | 568 980 milliers   | 310 000 milliers                    |
| Tunisie                    | 207 460 milliers   | 180 000 milliers                    |
| Autre Afrique              | 602 100 milliers   | 200 000 milliers                    |
| Turquie                    | 215 100 milliers   | 80 000 milliers                     |
| Cambodge, Laos, Viêt Nam   | 140 180 milliers   | 90 000 milliers                     |
| Autre Asie                 | 315 950 milliers   | 80 000 milliers                     |
| Amérique Océanie           | 239 700 milliers   | 60 000 milliers                     |
| Total en âge de travailler | 4 279 340 milliers | 4 490 000 milliers                  |
| Dont nombre d'inactifs     | 1 387 190 milliers | 1 315 570 milliers                  |
| Dont nombre d'actifs       | 2 892 150 milliers | 3 174 430 milliers                  |
| Dont sans emploi           | 506 126 milliers   | 555 525 milliers                    |

#### Des expériences différentes
Parmi les catégories sociales modestes, le travail est un facteur important d’honneur et de valorisation personnelle, d’autant que la distinction entre « travailleurs » et « fainéants » s’y fait plus rapidement. Le chômage est donc vécu comme une perte d’identité et de dignité qui s’aggrave à l’occasion de chaque échec pour recouvrer un emploi ou lorsque le chômeur doit entamer les démarches administratives qui parachèvent sa catégorisation de chômeur. De plus, l’ennui est bien plus profond dans ces milieux où les opportunités de s’adonner à des activités alternatives (culturelles, associative, sportives…) sont plus rares que dans les milieux aisés.
Longtemps les femmes sans emploi ne se considéraient pas comme chômeuses mais simplement « non payées ». Aujourd’hui, leur réaction est relativement semblable à celle des hommes. Elles refusent souvent le statut de « femme au foyer » et la perte des liens sociaux qui dépendaient de l’exercice de leur profession. Avec l’apparition des familles monoparentales, elles peuvent vivre des situations de désastre économique et de culpabilité vis-à-vis du foyer dont elles ont la charge. Quelques femmes ayant des enfants en bas âge parviennent à justifier leur chômage subi par les avantages familiaux qu’il procure.
Les cadres au chômage vivent le plus souvent une expérience différente de celle des catégories professionnelles plus modestes. Pour le cadre, il s’agit de rejeter le statut de chômeur en profitant du temps libre dans une optique professionnelle. Ils consacrent un temps important pour retrouver un emploi d’un certain niveau. Ils profitent aussi de leur inactivité temporaire pour suivre des formations ou se consacrer à la lecture d’ouvrages professionnels lié à leur domaine de compétence. Toutefois le chômage remet en cause leur plan de carrière, un des points les plus fondamentaux de leur identité sociale. Comme les chômeurs plus modestes, ils subissent progressivement une dégradation de leurs liens sociaux, mais bien moins rapidement.
La diversité des expériences vécues par les chômeurs a fait l'objet d'une typologie de la part de Dominique Schnapper, sociologue spécialiste de cette question. Celle-ci a en effet démontré dans son ouvrage phare que les personnes dépossédées d'emploi pouvaient être divisées en trois grandes catégories :
1. Les chômeurs totaux, principalement issus des couches populaires pour lesquels la privation d’emploi est synonyme d'ennui et d'humiliation dans la mesure où ils ne peuvent bénéficier de reconnaissance sociale en dehors du travail rémunéré ;
2. Les chômeurs différés, essentiellement constitués de cadres qui s'investissent dans des activités maximisant leurs compétences durant cette période, afin d'accroître leur « employabilité » et de pouvoir envisager une progression dans leur carrière ;
3. Les chômeurs inversés, principalement composés de jeunes disposant d'un bon capital culturel, qui voient le chômage comme un moyen de se consacrer à leurs passions ou de s'investir dans la vie associative et rejettent le travail hétéronome tel que le définit le philosophe André Gorz, c'est-à-dire un travail dont le but échappe au contrôle de l'individu qui le produit.

Morgane Kuehni a également montré une diversité des expériences vécues, lorsque les chômeurs sont assignés à un programme d’emploi temporaire, en fonction de leur rapport au travail, d’une part, et de la manière dont cette mesure s’intègre dans leur parcours, d'autre part.

#### Conséquences politiques
Chez la plupart des chômeurs, le rejet du système économique se traduit à long terme par une situation d'anomie, et non par l'évolution de leur pensée politique. On trouve toutefois dans l'histoire des périodes historiques de haut chômage qui ont favorisé l'accession au pouvoir des régimes extrêmes comme le nazisme en Allemagne en 1933 ou le fascisme en Italie. Pour autant, la réaction politique de sanction des gouvernants est autant le fait des personnes effectivement affectées par le chômage que par les actifs occupés qui s'inquiètent du niveau de l'emploi. On remarque toutefois que statistiquement les chômeurs sont plus représentés parmi les électeurs s'abstenant de voter, notamment dans les classes modestes. Le choix politique entre les partis dits « de gouvernement » n'est que peu affecté par la situation de chômage, le chômeur trouvant dans son vote habituel une occasion de rejeter son nouveau statut de sans emploi. Les partis dits « de gouvernement » sont toutefois très légèrement sous-représentés parmi les populations au chômage, et quelle que soit l'origine sociale des chômeurs.
Mais il subsiste une théorie de corrélation entre la montée de l'extrême-droite et le chômage, thèse défendue notamment par Jean-Pierre Raffarin en 2015. Patrick Buisson dans La Cause du peuple fit remarquer, à partir des propos de Raffarin, que le chômage faible n'empêcha pas le choc du 21 avril 2002, et qu'en Europe, on a des pays avec de faible taux de chômage mais une forte montée populiste (Suisse, Danemark, Suède), l'inverse se produisant aussi (Espagne, Portugal).
Au niveau de la population globale, l'importance accordée à la lutte contre le chômage dépend moins de son volume que des effets d'annonce ou que des vagues de licenciements localisées relayées par les médias. Le sentiment serait que les partis de gauche ne sont pas plus à même de résoudre le chômage que ceux de droite et inversement, d'où l'impact faible de la question de l'emploi sur le résultat final des élections.

## Lutte contre le chômage
Les politiques de l'emploi renvoient à l'ensemble des mesures étatiques de politiques économiques visant à agir sur l'emploi. Leur objectif le plus courant est la réduction du chômage et la recherche du plein emploi. On distingue généralement deux grands types de politiques, les politiques actives cherchant à modifier le niveau de l'emploi dans l'économie et les politiques passives dont l'objectif est de limiter le chômage sans accroître la demande de travail de l'économie, et de le rendre plus supportable.
Une opposition forte existe entre :
- les tenants d’une règlementation réduite sur le marché du travail (toutefois accompagnée de la mise en place de protections du salarié adéquates), pour qui un niveau élevé de chômage est causé par des perturbations introduites par l’État (règlementations excessives des conditions de travail, des conditions de rupture de contrat, du temps de travail, du salaire minimum…). Les tenants de cette approche privilégient les politiques actives du marché du travail ;
- les tenants des logiques keynésiennes d’intervention des administrations publiques, interventions considérées comme nécessaire pour encourager l’activité économique (politiques de la demande, d’autant plus efficaces que l’économie est fermée), et pour réglementer, limiter voire interdire les licenciements (approche défendue par l’extrême gauche).

## Théorie économique

### Formes et types de chômage
La science économique distingue plusieurs formes et types de chômages. Cette diversité s'explique par le fait que ces définitions visent à mettre en exergue des caractéristiques spécifiques et donc peuvent éventuellement se recouvrir :
- le chômage volontaire provient du refus de travailler résultant d'un niveau réputé trop bas des salaires ou de conditions de travail jugées non acceptables ;
- le chômage involontaire correspond à la définition entendue par le BIT, Bureau International du Travail ;
- le chômage d'attente, de recherche ou de prospection : chômage volontaire correspondant à la période d'investissement en information ou formation pour trouver le meilleur emploi (sachant que le chômeur peut disposer au cours de cette période d'un revenu de remplacement) ;
- le chômage frictionnel : chômage lié au délai nécessaire pour trouver un autre emploi. Ce type de chômage mesure l'imperfection du marché du travail (absence de transparence ou mauvaise information) ;
- le chômage de mobilité : les travailleurs employés sont en permanente mobilité. À tout moment, des individus quittent leur emploi pour changer d'entreprise, de région, de salaire, de poste, de conditions de travail. À la mobilité entre les différents emplois s’ajoutent les périodes de mobilité entre activité et inactivité ;
- le chômage conjoncturel ou chômage cyclique illustre l'idée que l'emploi est tributaire du niveau de l'activité économique. Il peut résulter d'un ralentissement de l’activité ou de l’évolution négative de l’économie qui peuvent présenter un caractère cyclique ;
- le chômage saisonnier, lié aux variations d’activité au cours de l’année dans certains secteurs économiques (exemple : le tourisme) ;
- le chômage résiduel désigne la partie non conjoncturelle du chômage (soit la différence entre chômage total et chômage conjoncturel) ;
- le chômage chronique ou chômage durable pointe le fait que certaines activités ou certaines catégories de personnes peuvent être confrontées de façon plus durable à une situation de chômage ;
- le chômage structurel est causé par des rigidités aussi bien des salaires que des qualifications : « Il est dû à l'hétérogénéité du facteur travail et se produit généralement dans une économie non stationnaire [...] caractérisée par des changements dans les goûts des consommateurs et/ou des mutations technologiques »[70] ;
- le chômage classique est lié selon Edmond Malinvaud à l'insuffisance des capacités de production ou au coût excessif du travail ;
- le chômage de croissance correspond à des demandes d'emploi non satisfaites et révélées par l'expansion économique. Ainsi, des implantations nouvelles d'activité dans une région donnée créent potentiellement des tensions sur le marché de l'emploi local (par demande directe d'emplois ou par effet secondaire des nouveaux revenus distribués[71]) ;
- le chômage effectif est le niveau de chômage calculé selon les normes édictées par le BIT, Bureau International du Travail ;
- le chômage apparent ou chômage déguisé désigne des situations de sous-optimisation de l'emploi, masquant en réalité un chômage potentiel :
  - situation de sur-effectif dans les entreprises ou administrations,
  - salaires plus élevés que la productivité moyenne des travailleurs ;
- le chômage keynésien pointe le chômage engendré par une insuffisance de la demande effective ;
- le chômage marxien est une variante du chômage classique : « Les non-travailleurs » — générés par l'état de rareté de l'offre de capital par rapport à celle de travail — constituent une « armée de réserve » pesant sur les rémunérations et la condition de l'ensemble des travailleurs[72] ;
- le chômage partiel correspond à une réduction de temps de travail entrainant une réduction de rémunération ;
- le chômage technique correspond à des arrêts de travail pour des motifs techniques : difficultés d'approvisionnement, indisponibilité des équipements, occupation des locaux, intempéries ;
- le chômage technologique correspond à des mutations et/ou pertes d'emploi occasionnées par le changement des méthodes de production.

### Chômage «classique»
Dans le modèle néoclassique d’une économie concurrentielle pure et parfaite, le chômage est décrit comme « volontaire » ou frictionnel. On dit qu’il est volontaire lorsqu’un individu refuse un emploi qu’il juge insuffisamment payé alors que le surplus de production qu’il apporte à l’entreprise ne peut permettre de lui accorder une rémunération supérieure. Dans l’optique néoclassique, le chômeur fait alors un arbitrage entre les avantages du travail (le salaire, la sociabilité) et les désavantages (le coût financier et écologique des transports, les frais de garde et d'accompagnement scolaire des enfants, les effets sur sa santé physique et mentale, sur les parents dépendants, le renoncement au loisir, la perte d'éventuels revenus d'inactivité) et décide ou se résigne à rester sans emploi.
Le jeu de la concurrence est censé faire varier les salaires à la hausse ou à la baisse de sorte que tout individu offrant du travail (demandant un emploi) doit finir par trouver une entreprise pour l’embaucher à une juste rémunération, c’est-à-dire selon la richesse qu’il produit, et plus précisément, selon sa productivité ; car dans le cadre du modèle néoclassique les salaires sont flexibles.
Face à la Grande Dépression, les néoclassiques ont renforcé leurs positions en posant le chômage de masse constaté comme la preuve de leurs théories. Des économistes comme Arthur Cecil Pigou ou Jacques Rueff ont tenté de montrer que le chômage découlait essentiellement des entraves à la concurrence - des imperfections du marché - imposées par certaines institutions monopoleuses comme les syndicats, et parfois l’État par le jeu d'une réglementation d'un salaire minimum par exemple.
Pour comprendre l’analyse néoclassique du chômage, plaçons-nous dans une première situation où le volume de l’emploi est L1 et le salaire réel wr1. Pour une raison exogène, une innovation technologique par exemple, la demande de travail des entreprises diminue (cf. courbe « Demande de travail »), tandis que l’offre de travail reste constante.
Cette évolution induit un nouveau point d’équilibre entre l’offre et la demande, et donc nécessairement un nouveau salaire, noté wr2. Le passage du salaire wr1 au salaire wr2 provoque une hausse du chômage « volontaire » car certains demandeurs d’emplois, prêt à travailler pour la rémunération wr1, ne travailleront pas si le salaire est wr2. Le volume de l’emploi est L2. Il correspond au taux de chômage naturel de l’économie.
Toutefois, il est possible que, pour des raisons diverses (réglementation, salaire minimum, pression des syndicats), le salaire ne soit pas flexible à la baisse et demeure, malgré la baisse de la demande de travail, au niveau wr1. Le volume de l’emploi est alors défini par le nombre de travailleurs que les entreprises veulent embaucher à ce salaire, c’est-à-dire L3. Dans cette situation, le taux de chômage est supérieur au taux naturel, du fait du manque de flexibilité.
Ainsi les syndicats ou les réglementations étatiques qui - en empêchant les prix et les salaires de jouer leur rôle de variable d’ajustement automatique - participent à l’augmentation massive du chômage :

« Assurément, en immobilisant les salaires, on peut maintenir aux ouvriers qui travaillent une rémunération quelque peu supérieure à celle qu’ils recevraient en régime de libre concurrence ; mais on en condamne d’autres au chômage et on expose ceux-ci à des maux que l’assurance chômage n’atténue que bien faiblement. »

Les travaux économétriques récents comme ceux de David Card ou d'Arindrajit Dube mettent cependant en doute empiriquement cet effet négatif du salaire minimum sur l'emploi.

### L’équilibre de sous-emploi
Pour Keynes, les entreprises ajustent leur demande d'emploi au niveau de production qu'elles anticipent en fonction des débouchés qu'elles espèrent. C’est donc la demande effective qui détermine le niveau de la production, et qui, par conséquent fixe le niveau de l’emploi. Au bout du compte, c’est donc la seule demande effective qui détermine le volume de la production et le niveau d’emploi.
Pour représenter graphiquement l’équilibre économique obtenu, on détermine d’abord la fonction de demande globale (DG1) en fonction du revenu réel (Y). On trace par ailleurs la première bissectrice (DG=Y) qui décrit tous les points d’équilibre possible, c’est-à-dire les points où la demande et l’offre s’égalisent. L’intersection de DG1 et de la bissectrice permet de définir l’équilibre effectif. Or, rien n’assure que la production définie par cet équilibre (Y1) soit la production qui permette le plein-emploi (Ype). Si ce n’est pas le cas, l’équilibre effectif n’est pas égal à l’équilibre de plein-emploi (Epe) et il existe donc un chômage involontaire.
L’analyse est donc différente de celle des néo-classiques. Chez Keynes, il n’y a plus, à proprement parler, de marché de l’emploi. Le salaire n’est pas le prix d’équilibre entre une offre de travail et une demande de travail, et il n'y a pas de chômage qui résulterait d'entraves (par exemple par les syndicats) au fonctionnement de ce marché. Le niveau de l’emploi est fixé au niveau macroéconomique, en dehors du marché du travail : il est le produit de la demande effective. Il est donc conditionné par les deux composantes de cette demande : la propension à consommer (la part du revenu consacrée à la consommation) des ménages et l’investissement. Ce n’est que lorsque le niveau de l’emploi est déterminé, en fonction d’un niveau de production correspondant à la demande effective, que les salaires réels se fixent. Il peut donc exister un équilibre de sous-emploi c’est-à-dire une situation où la demande effective correspond à un niveau de production inférieur à celui qui permettrait le plein emploi. Une baisse du salaire réel n’aurait, dans cette situation, que pour effet d’accroître le chômage, par suite d’une baisse de la demande effective (toute baisse du salaire entraînant une baisse de la consommation).
Pour Keynes, à court terme, la propension marginale à consommer (la variation de la consommation qui correspond à la variation du revenu) des ménages est stable. Le niveau de l’emploi est donc fondamentalement lié, pour lui, à l’autre variable de la demande effective : l’investissement.
Aussi bien Keynes que Malthus sont d'accord que la demande effective joue un rôle essentiel dans la réalisation de la croissance économique et la baisse du chômage. Une augmentation de la demande peut être réalisée par la hausse de la consommation et par l'augmentation de la part du revenu consacrée à la consommation et donc par la baisse de l'épargne. Le malaise de l'activité économique induit moins de croissance, moins d'emploi et plus de chômage. Le chômage de masse qui frappe la France dont le taux de chômage a augmenté de 155 % entre 1974 et 2005 (et plusieurs pays de l'OCDE) depuis la fin des trente glorieuses (1945-1973) révèle largement que la baisse de la croissance (qui est, dans la plupart des cas, la conséquence de la baisse de la demande) va de pair avec l'accroissement du chômage. En effet, la baisse de la croissance ne conduit généralement pas à la baisse des prix : ceux-ci étant rigides, la baisse (de la demande et puis de l'offre qui doivent tendre vers l'équilibre) se fait par les quantités (équilibre de sous emploi, disent les keynésiens) et donc par la création de chômage.
Des théories plus récentes d’équilibre de sous-emploi mettent en avant l’idée d’un salaire d'efficience : les nouveaux keynésiens[réf. souhaitée] notent que la difficulté pour les entreprises à mesurer la productivité réelle de leurs employés (cette mesure a un coût) peut les amener à les rémunérer au-dessus du salaire du marché, afin de renforcer leurs incitations à accroître ou maintenir leur productivité pour rester dans l'entreprise dont les salaires sont supérieurs à ceux du marché. Le niveau de salaire plus élevé est alors compensé par un surcroît de productivité. Lorsque cette stratégie est adoptée par l'ensemble des entreprises, le prix du marché peut s'élever au-dessus du prix d'équilibre. Le déséquilibre ainsi créé serait alors à l'origine d'une insuffisance de l'offre d'emploi, d'où dérive un chômage important.

### Arbitrage entre inflation et chômage
En 1958, Alban William Phillips publie une étude empirique sur la Grande-Bretagne qui l’amène à établir une relation décroissante entre le chômage et la variation des salaires.
Remplaçant les salaires nominaux par l’inflation, Paul Samuelson et Robert Solow dessinent une nouvelle courbe, celle communément appelée la courbe de Phillips. Dans cette représentation, à partir d’un certain seuil, lorsque le chômage diminue l’inflation s’accélère et inversement. Ce point critique où l’autorité politique doit faire un arbitrage entre l’inflation et le chômage est baptisé NAIRU (non accelerating inflation rate of unemployment).

« La société est mise en demeure de choisir entre un niveau d’emploi raisonnablement élevé, associé à une croissance maximale et à une hausse modérée mais continue d’une part, et d’autre part une stabilité raisonnable des prix, mais associée à un degré de chômage élevé. »

Empiriquement contredite par des périodes économiques relativement longue de stagflation (forte inflation et chômage croissant) à la fin des années 1970, ainsi que par la période de forte croissance saine (ni inflation ni chômage) à la fin des années 1990, cette analyse avait déjà été contestée par Milton Friedman et les monétaristes sur le plan théorique. Selon eux, à moyen terme il n'y a pas d'arbitrage entre chômage et inflation. Pour Friedman, les individus finissent par adapter leurs réactions aux manœuvres du gouvernement (ces ajustements sont qualifiés par Friedman d'anticipations adaptatives). Si celui-ci décide par exemple de baisser les taux d’intérêt pour relancer l’activité, il provoque des nouvelles embauches à court terme, ainsi qu’une accélération de l'inflation. Au début, les travailleurs sont dupes de l’illusion monétaire, mais à moyen terme ils constatent que leur pouvoir d’achat a baissé et exigent donc des hausses de salaires, provoquant le retour du chômage à son niveau initial alors que l'inflation est passée à un niveau plus élevée.
Les nouveaux classiques (Sargent, Barro et, notamment, Lucas) ont prolongé cette analyse en postulant que les agents économiques étaient désormais capables d’anticiper directement l’effet des politiques de relances sur l’inflation, exigeant alors immédiatement des hausses de salaires et rendant donc ces politiques inefficaces dès le court terme (c'est la théorie des anticipations rationnelles).

### Approche marxiste
D’après Karl Marx (1818-1883), le chômage est inhérent au fonctionnement instable du système capitaliste, le chômage de masse étant une constante des périodes régulières de crise du capitalisme. Le prolétariat est alors divisé entre ceux qui sont en situation de sur-travail (salariés) et de sous-travail (chômeurs). Ces derniers constituent une « armée industrielle de réserve » qui permet aux capitalistes de faire pression à la baisse sur les salaires.
Au niveau du capitaliste individuel, le chômage est donc favorable en ce qu'il permet d'avoir toujours de la main d'œuvre à disposition, tout en maintenant les salaires à un niveau faible. Au niveau du capitalisme global, le chômage est à première vue un manque à gagner, puisque aucun profit n’est réalisé sur le dos des chômeurs. Le chômage n’est rentable pour le capitalisme global que s’il permet de baisser les salaires d’un pourcentage plus important que le taux de chômage. La baisse du chômage observée depuis 2007 en Allemagne, concomitante avec une baisse du niveau moyen des salaires, montre que la réalité économique peut cependant être parfois plus complexe (productivité du travail, acceptation des salariés…).
Dans Le Capital, Marx écrit : « L’excès de travail imposé à la fraction de la classe salariée qui se trouve en service actif grossit les rangs de la réserve, et, en augmentant la pression que la concurrence de la dernière exerce sur la première, force celle-ci à subir plus docilement les ordres du capital. » Et plus loin : « La condamnation d’une partie de la classe salariée à l’oisiveté forcée non seulement impose à l'autre un excès de travail qui enrichit des capitalistes individuels, mais du même coup, et au bénéfice de la classe capitaliste, elle maintient l'armée industrielle de réserve en équilibre avec le progrès de l'accumulation ».
Selon Marx, le seul moyen de supprimer définitivement le chômage serait d’abolir le capitalisme et le système du salariat, en passant à une société socialiste ou communiste (les termes étant à l'époque équivalents).
Pour les marxistes contemporains, l’existence d’un chômage persistant est la preuve de l’incapacité du capitalisme à assurer le plein emploi.

## Origine du chômage: les interrogations actuelles

### Le progrès technique détruit-il des emplois?
Depuis au moins la destruction de leurs machines par les luddites, au début de la Révolution industrielle, l’idée que le progrès technique détruit l’emploi est communément admise. La science économique tend, pourtant, à prouver qu’elle est fausse.
La critique la plus classique de cette idée a été formulée par Alfred Sauvy (démographe français), dans La Machine et le Chômage (1980), où il présente la célèbre thèse dite du « déversement » (déplacement progressif des effectifs du secteur primaire vers le secondaire et puis vers le tertiaire). Après avoir rappelé que, durant les deux siècles précédents, le progrès technique a bouleversé les modes de production et décuplé la productivité sans susciter l’augmentation durable du chômage, il insiste sur les effets indirects du progrès technique : « le travail consacré à la production de la machine ; l’accroissement de la vente des produits bénéficiant du progrès, grâce à la baisse de leur prix et la production de masse ; l’apparition de consommations nouvelles ou l’augmentation de consommations anciennes ». De ces processus découlent ce qu’il nomme le « déversement », c’est-à-dire le transfert de la population active des activités dont le besoin de main d’œuvre diminue en raison du progrès vers de nouvelles activités suscitées par ce même progrès technique (fabrication des machines créées par le progrès, productions nouvelles, etc.). C'est par ce processus de « déversement » qu’Alfred Sauvy explique la transformation de la structure de la population active : la société agricole est devenue industrielle, avant d’être dominée par le secteur tertiaire - en suscitant à chaque fois une transformation qualitative des emplois, mais non leur diminution quantitative. Alfred Sauvy postule enfin que l’humanité s’inventera toujours de nouveaux désirs que le progrès technique comblera.
Pourtant, la thèse luddite persiste, l’automatisation et l’informatisation poussent progressivement à la disparition du travail, même dans le secteur tertiaire. Si le discours politique soutient en général le progrès technique, en pratique, dans chaque cas particulier, les politiques économiques sont souvent orientées en faveur des industries anciennes au détriment des industries naissantes qui les remplaceront (exemple : soutien de l'industrie du disque Vs entraves à la diffusion par Internet).

### Mondialisation, source de chômage dans les pays riches?
Selon la théorie du commerce international, les pays se spécialiseraient dans les activités qui requièrent abondamment le facteur de production dont elles sont le mieux dotées. Celle de main-d’œuvre pour les pays pauvres, celle de capitaux et de savoir-faire dans les pays riches. Selon Wolfgang Stolper et Paul Samuelson le résultat de cette évolution est d’égaliser le salaire tiré d’un même travail à travers le monde. Ceci pourrait expliquer la chute des salaires dans l’industrie manufacturière aux États-Unis et le chômage dans les pays où les salaires sont rigides à la baisse (en France par exemple).
Toutefois si quelques économistes soulignent le lien entre ouverture commerciale et montée des inégalités, nombreux sont ceux qui proposent une contre-analyse. Selon Paul Krugman, l’idée que la hausse du chômage serait liée à une concurrence déloyale des pays à bas salaires relève d’une « théorie populaire du commerce international ». Il explique que l’intérêt des politiques à prêter leur voix à de telles théories n’est qu’électoral. Il précise que la plupart des ouvrages traitant de ce sujet ou de la « guerre économique » ou encore de "l'horreur économique" de la journaliste Viviane Forester sont l’œuvre d’essayistes et non d’économistes et sont vendus grâce à leurs thèses faciles qui alimentent l’imaginaire populaire. C’est la théorie « pop » qui néglige toutes les causes possibles du chômage (cf. supra).

« Selon cette idée reçue, la concurrence étrangère a érodé la base manufacturière américaine et détruit les emplois bien rémunérés […] Un faisceau croissant de preuves vient contredire cette idée courante […] Le ralentissement de la croissance du revenu réel est presque entièrement imputable à des causes internes. »

— Paul Krugman, La Mondialisation n’est pas coupable, 1994
Paul A. Samuelson rapporte qu'aux États-Unis, beaucoup d'économistes reconnus comme Jagdish Bhagwati ou Gregory Mankiw considèrent que le commerce international avec les pays à bas salaire comme la Chine ou l'Inde peut provoquer une hausse du chômage à court terme, mais à long terme, grâce à l'augmentation du PIB national qu'il permet, de nouveaux emplois seront créés.

### La politique monétaire créatrice de chômage?
Le paragraphe « Arbitrage entre inflation et chômage » ci-dessus, qui apparaît dans le Carré magique de Kaldor ou la Courbe de Phillips montre qu'un faible niveau d'inflation et de chômage sont en particulier, dans un certain contexte, des objectifs contradictoires. Le lien entre les deux notions vient de la corrélation dans le même sens - ou en sens inverse suivant la position par rapport à l'équilibre - entre l'inflation et le niveau des salaires nominaux et de celle entre les salaires nominaux et le taux de chômage, et s'observe en France pour la période 1985-2004,. La conséquence est que pour éviter que les salaires nominaux ne croissent trop vite -ce qui est un facteur particulièrement inflationniste- la banque centrale (BC) s'accommode bien d'un niveau assez important de chômage qui est le moyen privilégié d'exercer une pression à la baisse sur les salaires. Le mandat de la Banque centrale européenne (BCE) ne comprend pas en effet, à la différence de la Réserve fédérale des États-Unis un objectif explicite de plein emploi (Federal Reserve Act), mais principalement de stabilité des prix autour de 2 % et secondairement de soutien à l'emploi. Ainsi, le 21 février 2007, Nicolas Sarkozy a déclaré vouloir « une Europe où la politique monétaire ait pour objectifs la croissance et l'emploi et pas seulement l'inflation ». La problématique de la BCE pourrait en effet être, avec un autre mandat : peut-on tolérer un Taux de chômage n'accélérant pas l'inflation, ou faut-il à l'inverse fixer un objectif maximum de taux de chômage et accepter le taux d'inflation qui en résulte? Le débat est d'autant plus d'actualité que par ailleurs la soutenabilité de la dette en zone euro, avec un taux moyen d'endettement de 93,6 % en 2012, est favorisée par un niveau plus élevé d'inflation et se détériore en cas de déflation.

#### 2010-2019
- Denis Anne et Yannick L'Horty, Économie de l'emploi et du chômage, Paris, Armand Colin, 2013, 192 p. (ISBN 978-2-200-27911-0).
- Pierre Cahuc et André Zylberberg, Les Ennemis de l'emploi : Le chômage, fatalité ou nécessité ?, Paris, Flammarion, coll. « Champs », 2015, 224 p. (ISBN 978-2-08-134263-7).
- Jérôme Gautié, Le Chômage, Paris, La Découverte, coll. « Repères », 2015, 128 p. (ISBN 978-2-7071-8795-6, lire en ligne).
- Bertrand Martinot, Pour en finir avec le chômage : Ce qui marche, ce qui ne marche pas, Paris, Pluriel, 2015, 288 p. (ISBN 978-2-8185-0488-8).
- Philippe Simonnot, Chômeurs ou esclaves : Le dilemme français, Paris, Pierre-Guillaume de Roux, 2013, 112 p. (ISBN 978-2-36371-059-8).

#### 2000-2009
- (en) Walter Block, Labor Economics from a Free Market Perspective : Employing the Unemployable, Hackensack, World Scientific, 2008, 393 p. (ISBN 978-981-270-568-6, DOI 10.1142/6388, lire en ligne).
- Didier Demazière, Sociologie des chômeurs, Paris, La Découverte, coll. « Repères », 2006, 128 p. (ISBN 978-2-7071-4892-6, lire en ligne).
- Jean-Michel Fahy, Le Chômage en France, Paris, PUF, coll. « Que sais-je ? », 2001, 7e éd., 128 p. (ISBN 2-13-051862-1).
- Jacques Freyssinet, Le Chômage, Paris, La Découverte, coll. « Repères », 2004, 11e éd., 128 p. (ISBN 2-7071-4335-9).
- (en) Richard Layard, Stephen Nickell et Richard Jackman, Unemployment : Macroeconomic Performance and the Labour Market, Oxford University Press, 2005, 623 p. (ISBN 978-0-19-927916-6, DOI 10.1093/acprof:oso/9780199279166.001.0001, lire en ligne).
- Guy Laroque et Bernard Salanié, « Une décomposition du non-emploi en France », Economie et statistique, no 331,‎ 2000, p. 47-66 (ISSN 0336-1454, DOI 10.3406/estat.2000.6789).
- (en) Robert Topel, « Unemployment », dans Steven N. Durlauf et Lawrence E. Blume, The New Palgrave Dictionary of Economics, Palgrave Macmillan, 2008 (ISBN 978-0-333-78676-5, DOI 10.1057/9780230226203.1758).
- Alain Minc, Nicolas Baverez et Jean-Baptiste De Foucault, Le chômage, à qui la faute ?, éd. de L’Atelier, coll. « Questions de vie », 2005 (ISBN 2708238000).
- Emmanuel Pierru, Guerre aux chômeurs ou guerre au chômage, éd. du Croquant, 2005.
- Patrick Salmon, Chômage, le FIASCO des politiques, éd. Balland, 2006.

#### 1990-1999
- Nicolas Baverez, Bénédicte Reynaud et Robert Salais, L'Invention du chômage, Paris, Presses universitaires de France, coll. « Quadrige », 1999, 273 p. (ISBN 2-13-049943-0).
- Guy Caire, L’Emploi : Des repères pour comprendre et agir, Paris, Liris, 1994, 192 p. (ISBN 2-909420-09-4).
- Bernard Gazier (dir.), Emploi : Nouvelles donnes, Paris, Economica, coll. « Grands débats », 1993, 229 p. (ISBN 2-7178-2570-3).
- Pascal Salin, « Les obstacles à l'emploi », Revue française d'économie, vol. 10, no 4,‎ 1995, p. 3-35 (DOI 10.3406/rfeco.1995.989).
- (en) Lawrence H. Summers, Understanding Unemployment, Cambridge, MIT Press, 1990, 360 p. (ISBN 0-262-19265-9).
- Bruno Van der Linden, Chômage : Réduire la fracture, Bruxelles, De Boeck, coll. « Ouvertures économiques », 1997, 516 p. (ISBN 2-8041-2494-0).
- Valère Staraselski, L'Homme inutile, Le Cherche midi, 2011 (1re éd. 1998, éditions La passe du vent) (ISBN 978-2-7491-2089-8).

#### Avant 1990
- (de) Marie Jahoda, Paul Lazarsfeld et Hans Zeisel, Les Chômeurs de Marienthal [« Die Arbeitslosen von Marienthal »], éditions de Minuit, 1933.
- Alfred Sauvy, La machine et le chômage, 1980.
- Collectif, Guide pratique du chômage et des préretraites, éd. La Découverte, 1985, 200 p.Développe le concept de « droit du non-travail ».
- Jacques Caritey, Demain 6 millions de chômeurs ?, éd. Economica, 1985, 176 p.Ce livre développe une extrapolation exagérée de la situation d'alors pour s'interroger sur les conséquences financières, politiques et même psychologiques d'un chômage de masse.
- Pierre de Galan, Inacceptable chômage, éd. Dunand, 1986, 224 p.Ce livre traite du chômage à partir des grands problèmes économiques d'ensemble (progrès techniques, croissance, investissements…) et de leurs influences sur l'emploi.
- Philippe Vasseur, Le Chômage, c'est les autres, éd. Belfond, 1986, 224 p.Ce livre propose d'adopter une meilleure visibilité de la réalité du chômage en adoptant un nouvel indicateur qui tiendrait compte à la fois du taux de chômage mais aussi de sa durée moyenne. Il propose aussi un certain nombre de mesures législatives nouvelles.